# Marea Atlántica
Marea Atlántica es un partido político español, considerado «movimiento ciudadano y político de izquierda», creado en la ciudad de La Coruña para concurrir a las elecciones municipales de mayo de 2015. Su presentación formal como movimiento se celebró el 22 de julio de 2014. El 26 de septiembre, su manifiesto consiguió 2500 firmas, una condición que se había marcado el proceso para continuar adelante y conformar una candidatura unitaria. En el movimiento participan actualmente Anova-Irmandade Nacionalista y Equo.
En las elecciones municipales del 24 de mayo de 2015, la formación quedó en segunda posición empatado a escaños con el Partido Popular, liderado por el entonces alcalde, Carlos Negreira, y con solo 28 votos de diferencia entre ellos y un 30,89%.
En la sesión de investidura, tras lograr la mayoría con los votos a favor del PSOE y BNG, el cabeza de lista de la formación, Xulio Ferreiro, se convirtió en el alcalde de la ciudad para los siguientes cuatro años.
En las elecciones municipales de 2019 obtuvo un 20,23% de los votos y seis escaños. Firmó un pactó con el PSdeG y la socialista Inés Rey se hizo con la alcaldía.
En las elecciones municipales de 2023, sin Xulio Ferreiro, obtuvo un 4,87% de los votos, pero no consiguió ningún escaño.

## Periodo de Gobierno

### 25 medidas para los primeros 100 días
Durante la campaña electoral, Marea Atlántica presentó un documento denominado "25 medidas urxentes" (25 medidas urgentes) que se comprometían a aplicar durante los primeros 100 días si llegaban al gobierno, entre ellas, destacaban una auditoría y renegociación de la deuda, la publicación de los contratos, de las retribuciones y las resoluciones, la puesta en marcha de presupuestos participativos y de un turno de intervención ciudadana en el pleno del ayuntamiento, bajada de salario del gobierno municipal, paralización de los desahucios, renta social municipal, la rebaja de tasas, la aplicación de la Ley de la Memoria Histórica, revisión del Plan Urbanístico (especialmente para los casos del Ofimático y del Museo de la Automoción en el Parque de Bens), impedir la especulación con los muelles revisando el convenio de 2004 y no subvencionar eventos que promuevan el maltrato animal.

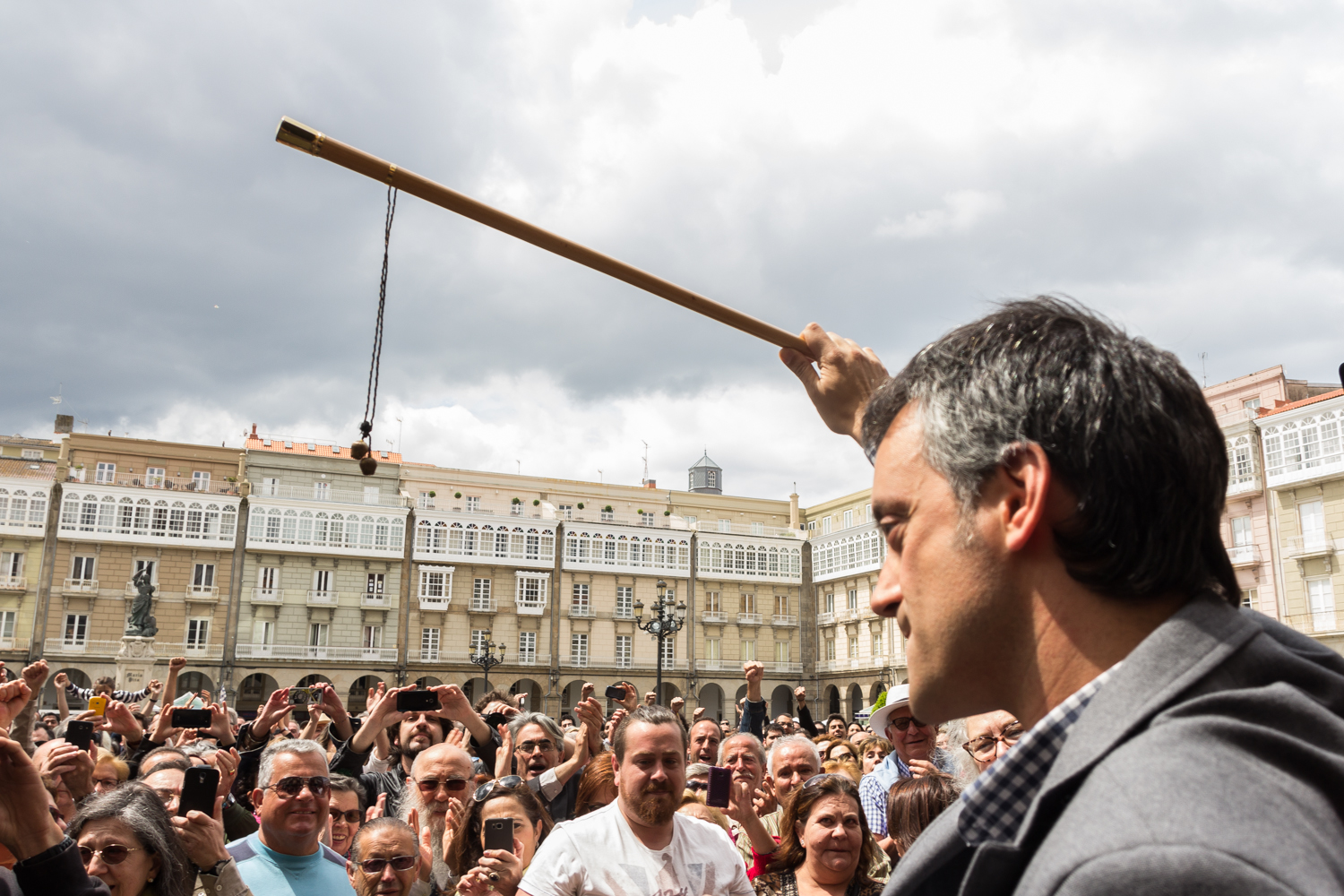
Xulio Ferreiro, líder de Marea Atlántica, tras las elecciones municipales de 2015, cuyos resultados le permitieron hacerse con alcaldía de La Coruña.

Los primeros días de Marea Atlántica al frente del Consistorio coruñés, fueron una sucesión de gestos encaminados a cumplir este compromiso: se anunció la paralización del Museo de la Automoción en el Parque de Bens, el fin de la subvención municipal a la Feria Taurina anual de la ciudad, y comenzó un tira y afloja con el ministerio de Fomento para hacer cambios en el proyecto que el anterior gobierno municipal había presentado para la avenida de la Vedra, con el objetivo de humanizarla. Estas primeras medidas de Marea Atlántica, a pesar de haberlas prometido en campaña, despertaron cierta oposición por parte de algunos sectores de la ciudad contrarios a Marea Atlántica, y también por parte del exalcalde Carlos Negreira, que se mantuvo durante unos meses como líder de la oposición municipal, a la espera de una reorganización del PP local
En estos primeros días, el ayuntamiento tuvo que pedir un préstamo de 10 millones de Euros para pagar a proveedores y empleados ante un gasto imprevisto de 23 millones de euros, algo que el Partido Popular, se apresuró a calificar como innecesario puesto que las cuentas estaban saneadas, y a acusar a Marea Atlántica de crear "Alarma social innecesaria".

### Procesos participativos
En septiembre de 2015, tres meses después de llegar al poder, se pone en marcha el portal A Porta aberta (la puerta abierta) una herramienta donde el Concello recoge las aportaciones ciudadanas en los diversos procesos participativos que se pongan en marcha desde ese momento, siendo el principal proceso participativo llevado a cabo durante este tiempo, los Orzamentos Participativos (Presupuestos participativos en castellano), un programa que se puso en marcha para la elaboración del presupuesto del año 2016, y consistente, en que una parte del presupuesto de cada año, es decidido a partir de las propuestas que los propios residentes en la ciudad comparten en ese portal; Constan de tres fases; La primera, denominada "Recollida de propostas e información" (Recogida de propuestas e información) en el que los residentes censados en la ciudad, mayores de 16 años, dejan sus propuestas de inversión. Una vez acabado el plazo de recogida de propuestas, comienza una segunda fase, denominada "Apoios" (Apoyos), en la que cualquier ciudadano, independientemente de que haya propuesto algo en la fase anterior o no, puede votar por sus propuestas favoritas; Una vez acabada esta fase, comienza la fase de "Avaliación" (evaluación) en la que los técnicos municipales, determinan cuáles de las propuestas con más apoyo de la fase anterior, son viables, y les otorgan un presupuesto de ejecución estimado; Cuando esta fase se termina, se produce la votación final; En el que las propuestas más votadas, hasta que se cubra el presupuesto disponible para los presupuestos participativos de ese año, son las que se llevan a cabo. 
'|*
En el año 2016, año en el que se puso en marcha este proceso, el presupuesto destinado fue 1 millón de euros para toda la ciudad, se enviaron un total de 516 propuestas de inversión, de las cuales, 418 fueron declaradas inviables, 96 fueron votadas en la fase final de estas 96, 21 fueron las elegidas para llevarse a cabo.
En el año 2017, cambió ligeramente la estructura de los presupuestos, puesto que la ciudad se organizó en 10 distritos; El presupuesto destinado, aumentó hasta los 3 millones de euros, reservándose un millón para propuestas que afectasen a toda la ciudad, y el presupuesto restante se dividió a partes iguales entre los 10 distritos de la ciudad, (200 000 euros de presupuesto para cada distrito).